# Salamina (Caldas)
Salamina es un municipio colombiano en el departamento de Caldas. La población fue fundada en 1825, Salamina es conocida como "La ciudad luz" de Caldas pues de allí han salido numerosos poetas, músicos actores y escritores.
El municipio se encuentra localizado en el centro de la subregión del Norte caldense a 1822 m s. n. m.; con una temperatura promedio de 19 °C. La extensión del municipio son 403,54 km² y una población de 19.733 habitantes según el censo de 2018. 
Fue declarada Monumento Nacional y perteneciente al Paisaje Cultural Cafetero. Además hace parte de la Red de pueblos patrimonio de Colombia.

## Toponimia
Esta población fue llamada así en honor a la isla griega de Salamina. Este nombre fue puesto por Juan José Ospina Álvarez, ya que allí se libró la Batalla de Salamina, y la Armada Griega, al mando de Temístocles, venció la flota persa del rey Jerjes, en 480 A.C

## Geografía

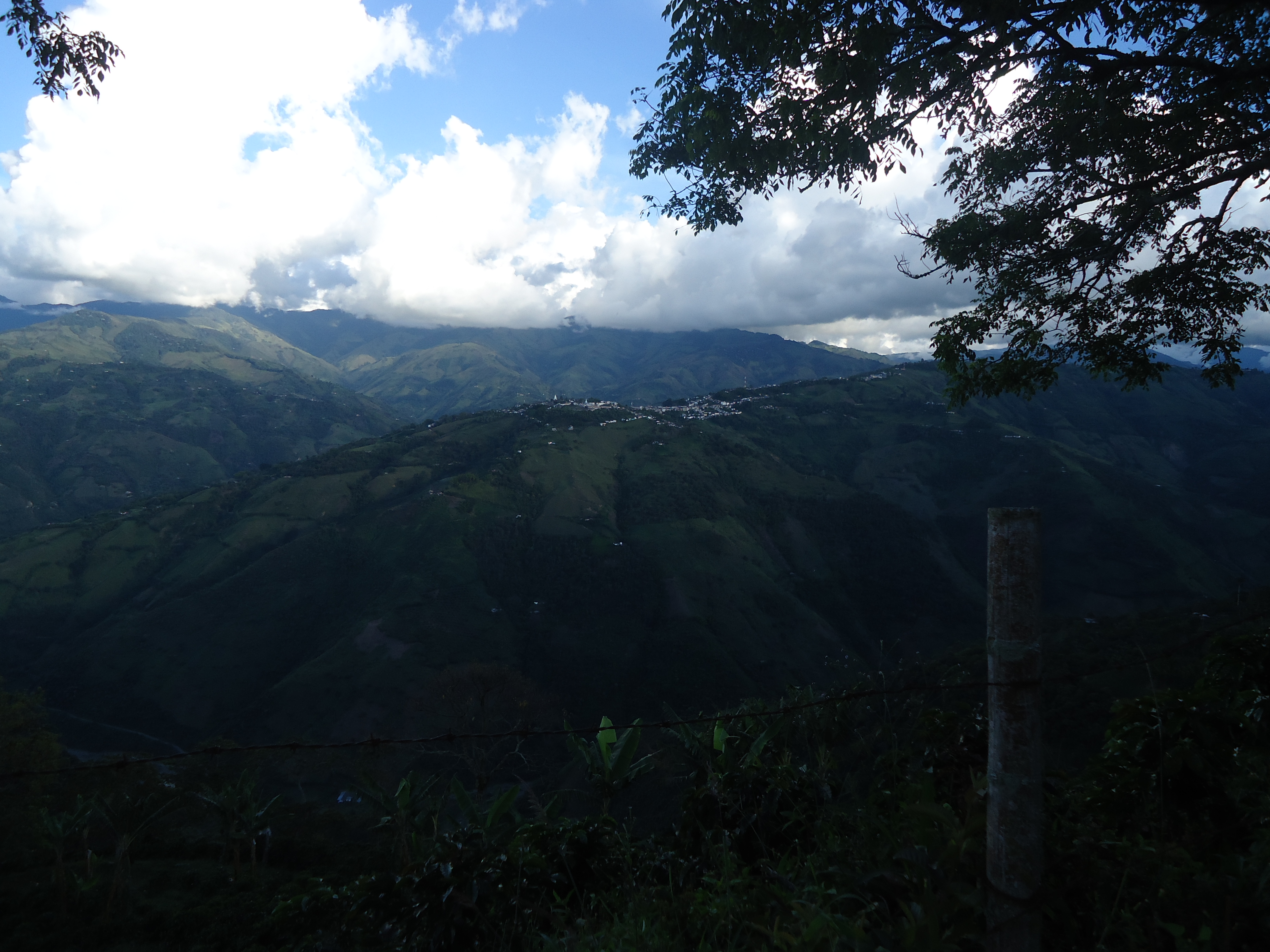
Vista a lo lejos de Salamina.

El Municipio de Salamina está situado en la zona norte del Departamento de Caldas, a una altitud de 1.775 metros sobre el nivel del mar.
El municipio de Salamina se encuentra ubicado en la región centro norte del departamento de Caldas a 75 km de Manizales, sobre la vertiente occidental de la cordillera Central a una altitud de 1.775 metros sobre el nivel del mar. Limita por el norte con los municipios de Pacora y Aguadas, por el sur con Aránzazu y Neira, por el oriente con Pensilvania y Marulanda y por el occidente con La Merced, administrativamente se encuentra dividido en una cabecera municipal con 30 barrios, 46 veredas y el corregimiento de San Félix.
El territorio de Salamina se encuentra surcado principalmente por los ríos Arma, San Félix, San Lorenzo, Chamberí, Pozo, Pocito y las quebradas San Antonio y Curubital, además de múltiples corrientes menores como las quebradas El Consuelo, Guayaquil, San Rafael, La Calera; San Pablo y San Diego, entre otras. Todas estas aguas son destinadas en su mayor parte al consumo humano doméstico, al agrícola, pecuario y comercial. El municipio de Salamina se encuentra asentado en territorios quebrados que van desde las riberas del río Cauca, pasando por montañas de clima medio y frío, hasta los páramos en las cumbres de la cordillera central

## Demografía
Alrededor de 19.733 personas residen en este municipio que cuenta con una temperatura promedio de 22 °C.

## Historia

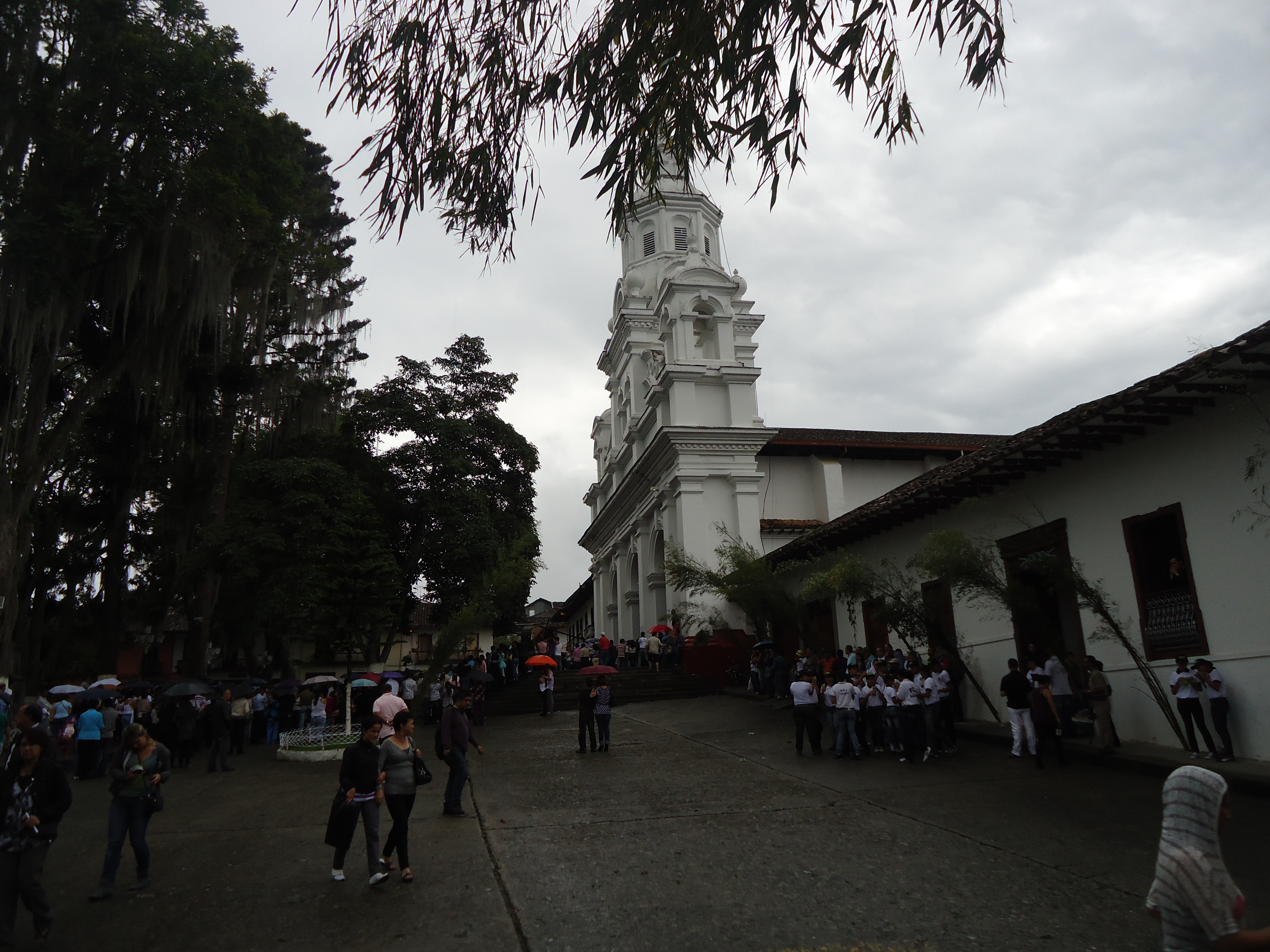
Parque principal de Salamina.

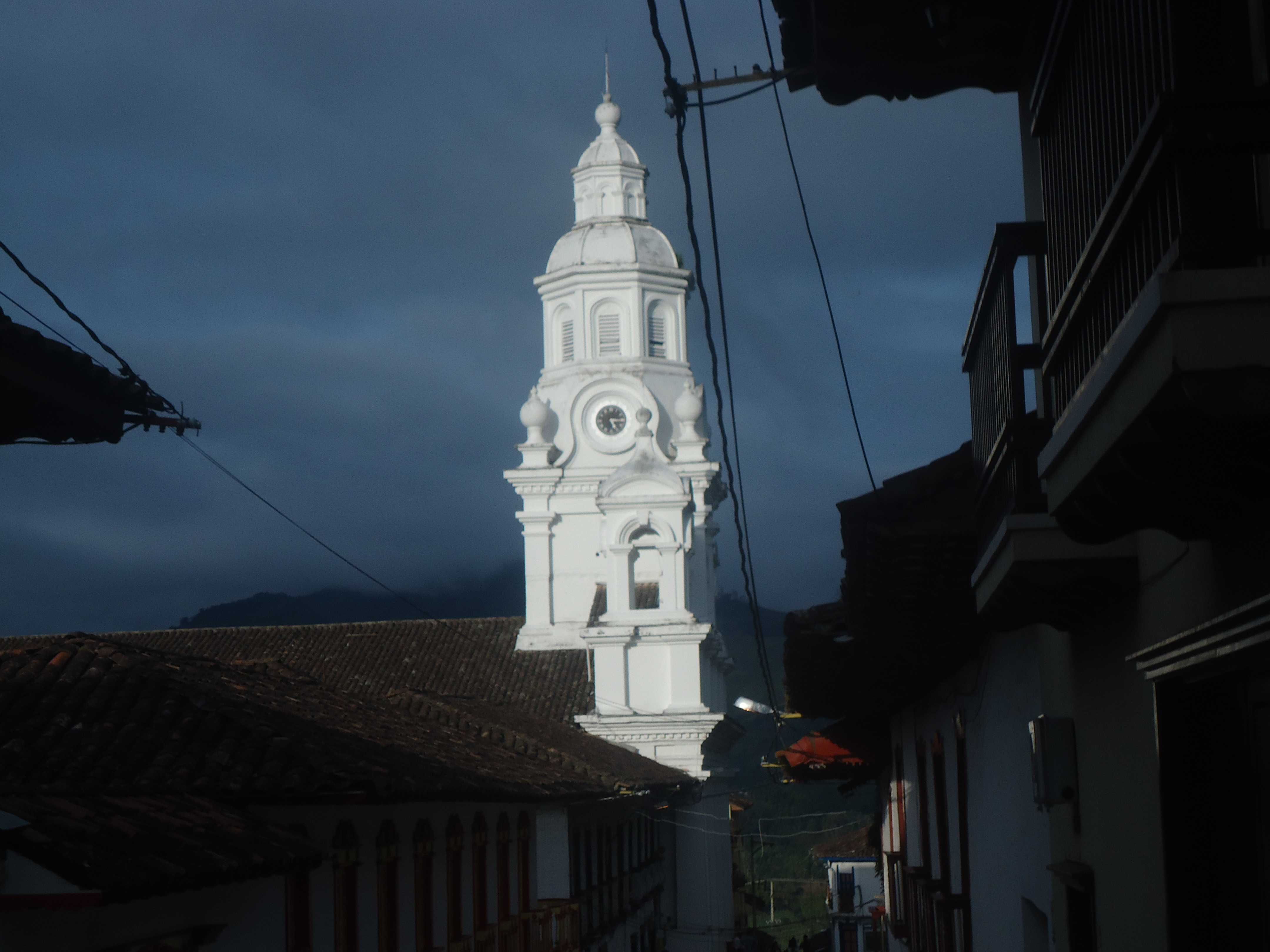
Iglesia de Salamina.

Carrapas y Pícaras fueron las comunidades indígenas que habitaron este territorio en la época precolombina. El actual municipio de Salamina hizo parte de los itinerarios del conquistador español Jorge Robledo en el siglo XVI; sin embargo, solo fue hasta la primera mitad del siglo XIX cuando se realizó la fundación definitiva, como parte de la Ruta Sur de La Colonización Antioqueña, mientras el corregimiento de San Félix y alrededores fue fundado posteriormente por colonos Boyacenses, de los sectores de Chiquinquirá y Tunja.
Salamina fue fundada por Francisco Velásquez, Fermín López, Pablo López, Manuel López, Juan José Ospina, Carlos Holguín, Nicolás y Antonio Gómez Zuluaga, José Hurtado, José Ignacio Gutiérrez, Nicolás Echeverri, y mujeres como Ana Josefa García, Trinidad Álvarez Mesa, Micaela Delgado, Manuela Villa, y otras personas que aún son recordadas por la comunidad Salamineña. 
Ante la ley, Salamina se convirtió en municipio el 8 de junio de 1825, por el decreto firmado por Francisco de Paula Santander, vicepresidente de la república en esa época. La aldea comenzó a formarse, a los alrededores de la actual plaza principal, rodeando el primer templo religioso que tuvo el pueblo en sus inicios.
De Salamina salieron los fundadores de municipios como: Filadelfia, Neira, Santa Rosa de Cabal, Manizales, Aránzazu, Pensilvania, La Merced, Marulanda, San Félix y entre otros que hacen que Salamina se llame, ciudad madre de los pueblos, ya que fue un punto clave por el cual se desarrolló con efectividad la colonización antioqueña. 
Tuvo tanta influencia que era la capital de uno de los cantones de la provincia de Antioquia a mediados del siglo XIX  
Salamina se convirtió en un poblado pintoresco con calles rectas y angostas, las cuales tenían nombres de héroes y batallas, llenas de casas típicas de la colonización paisa, con ventabas arrodilladas de acentuada curvatura, balcones neoclásicos de hierro forjado o madera tallada, amplios zaguanes, y portones y contra portones con imágenes de madera tallada por el maestro Tangarife.
En 1860, en el costado norte de la plaza principal, se construyó el templo actual que ya es basílica, diseñado por el ingeniero inglés William Martin. Este templo en poco tiempo, se convirtió en el orgullo de todos los salamineños, con su imponente arquitectura románica,  en imitación al templo de Salomón, con grandes trabajos de tallado en madera, por el maestro Tangarife. La campana del templo, es hecha de joyas de oro y plata fundidas, que donaron los habitantes de la ciudad en aquella época. 
De Salamina, empezaron a salir numerosos poetas, pintores, y músicos, que fueron reconocidos a nivel nacional e internacional,  por lo cual, Salamina también es llamada, la ciudad luz de Colombia. 
En 1982, la población fue nombrada monumento nacional, ya que así como Santafé de Antioquia es digna representante de la pujanza y cultura del departamento de Antioquia, Salamina lo es para el pueblo Caldense, por su conservada arquitectura del siglo XIX, con sus casas de más de 200 años, aun en pie, por su gastronomía, que aún conserva muchos platos típicos que se han perdido en la mayor parte de la región paisa,    y por sus agradables habitantes, que son dignos de ser llamados representantes de la cultura paisa. Y además de ser nombrado monumento nacional, Salamina también ha recibido muchos otros reconocimientos iguales o más importantes como, patrimonio universal de la humanidad por la UNESCO, gracias a sus paisajes cafeteros, junto con otros 48 municipios elegidos. 
Y además el año 2012, Salamina fue nombrado por el ministerio de turismo, como uno de los 10 pueblos patrimonio de Colombia, junto con otras poblaciones como Villa de Leyva, Mompox, Lorica, Santafé de Antioquia entre otros. 
Estos reconocimientos han sido muy importantes en el desarrollo turístico del municipio, y se han obtenido grandes resultados, en el solo mes de diciembre, del año 2012, Salamina obtuvo más de 8.000 turistas, provenientes de Colombia, y el mundo.

## Actividad económica

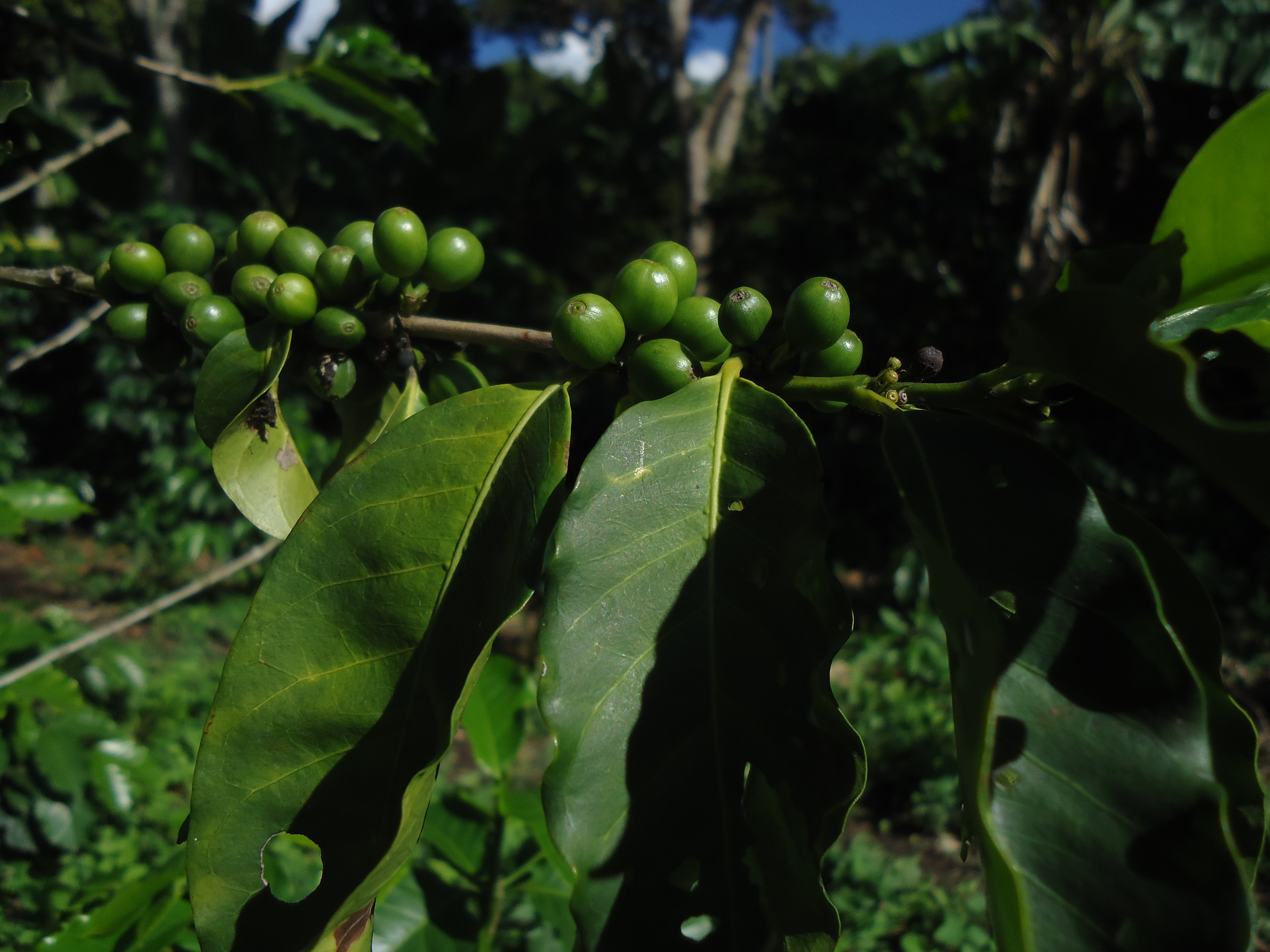
Café niguatero.

En Salamina el sistema económico gira alrededor de la minería, agricultura, ganadería, piscicultura.
Agricultura: La principal actividad agrícola y generadora de mano de obra es el café, asociado al plátano que se produce para el auto consumo, principalmente. La caña panelera le sigue en importancia al café y al plátano; también se cultiva papa, frijol, maíz, tomate y mora.
Ganadería: En 1997, en Salamina existía 25000 cabezas de ganado de razas Criollas, Normando y vacas Holstein para la producción lechera. El corregimiento de San Félix es tradicionalmente ganadero y produce la leche que consume el municipio y se vende a Manizales, Pereira y Medellín. La porcicultura está poco desarrollada y la avicultura se concentra en la zona templada, reportando 15000 gallinas y más de 2000 pollos de engorde.
Piscicultura: Existen más de 60 estanques. Se estableció una estación experimental piscícola en San Félix con una capacidad de 30000 alevinos, que también funciona como centro de distribución. Se tienen buenos resultados y se vislumbra un potencial truchícula importante.

## Ecología
Las fuentes de agua más importantes están representadas por los ríos Arma, San Félix, San Lorenzo, Chambery, Pozo, Pocito y las quebradas San Antonio, Curubital, El uvito, Chagualito, Cañaveral, El naranjo, Guayabal, El cedrito, Los limones y El Yarumo.

## Geografía
El Municipio de Salamina está situado en la zona norte del Departamento de Caldas, a una altitud de 1700 metros sobre el nivel del mar.
Límites del municipio:
Norte: Con los municipios de Pácora, Aguadas y Sonsón (ANT.)
Sur: Con los municipios de Marulanda y Pensilvania.
Occidente: Con el municipio de la Merced.
Oriente: Con los municipios de Aranzazu y Neira.
Extensión total: 40.354,94 ha
Extensión área urbana: 79,69 ha
Extensión área rural: 40.245,96 ha
Altitud de la cabecera municipal: 1822 m s. n. m.
Temperatura media: 22 °C
Distancia de referencia: 75 km de Manizales

### Límites municipales
Salamina está delimitada por los siguientes municipios:
| Noroeste: Pácora (Río San Pozo) | Norte: Pácora (Río San Lorenzo) | Nordeste: Sonsón ( Antioquia) (Rio Arma) Aguadas (Rio San Felix) Pensilvania (Río Arma) |
| Oeste: La Merced                |                                 | Este: Pensilvania Paramo de San Felix (Nacimiento del Río Arma)                         |
| Suroeste: Aranzazu              | Sur: Neira Marulanda Aranzazu   | Sureste: Marulanda                                                                      |

## Cultura y educación

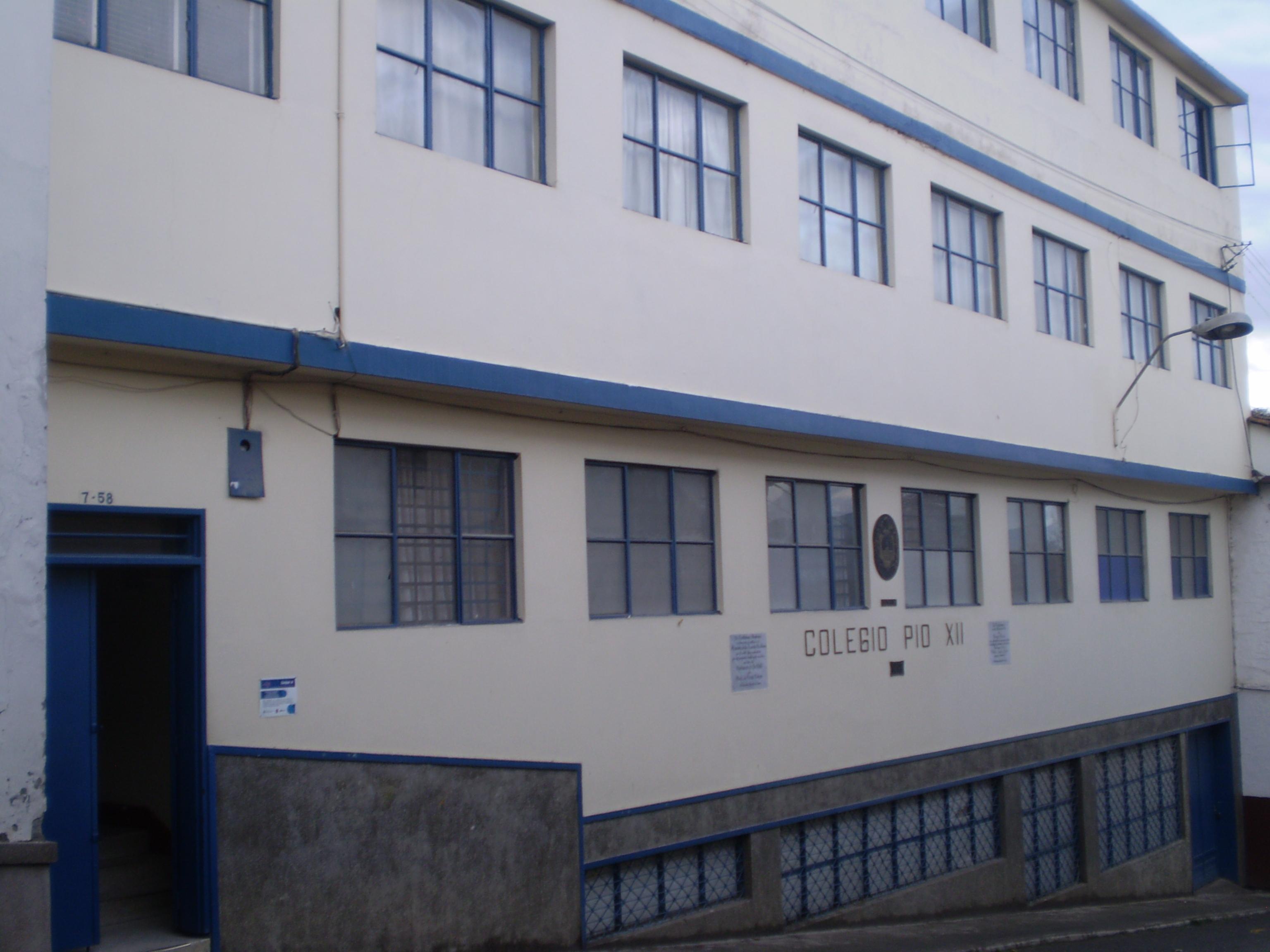
Institución Educativa Pío XII.

Salamina está muy bien posicionada en lo que respecta a la cultura, ya que se tiene anualmente el Festival departamental de Bandas, La noche del Fuego, en donde hay fuegos artificiales, y velas en todas partes, además de que estas 2 festividades han hecho parte de las fuentes de turismo de Salamina.
En educación, Salamina tiene varios colegios, en los cuales se pueden destacar la Institución Educativa La Presentación el cual es un colegio mixto y su nombre se debe a las Hermanas de la caridad Dominicas de La Presentación. la Institución Educativa Pío XII, la Institución Educativa Sara Ospina, La Normal María Escolástica, y demás.

## Atractivos turísticos

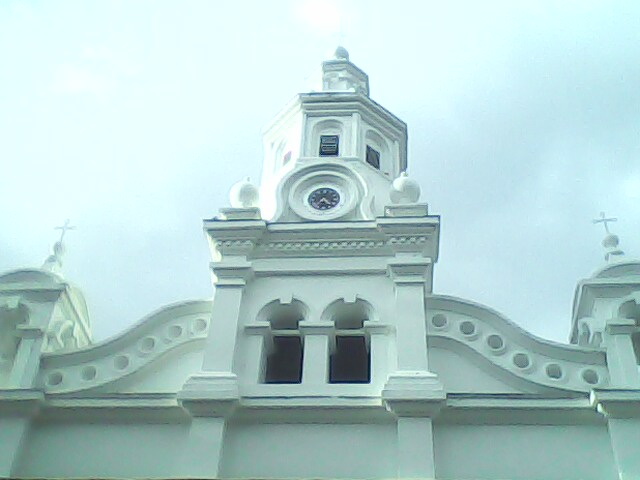
Templo parroquial de la Inmaculada.

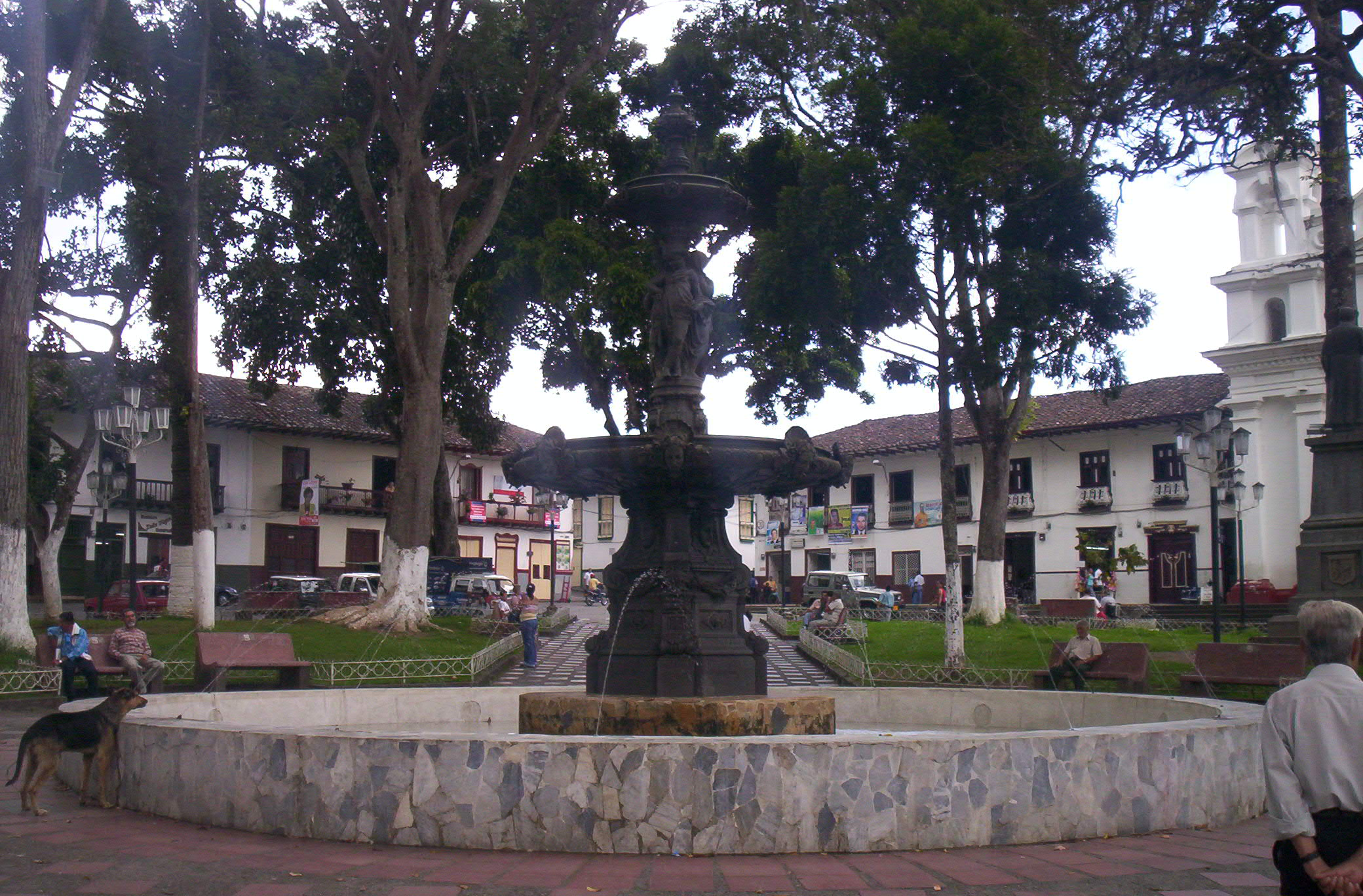
Fuente Plaza de Bolívar.

La impronta de la arquitectura y cultura paisa ha detenido el tiempo en Salamina, de ahí su atractivo. Un precioso conjunto de casas de bahareque, cubiertas con tejas de barro, con aleros que pretenden dale sombra a las desniveladas calles, moldea un ambiente único, que solamente se vive y se respira en Salamina. Los balcones adosados en lo alto, pintados de brillantes colores y engalanados con vistosas flores, así como los portones, adornados con incrustaciones barrocas, dan una idea de la perfección con que los artesanos salamineños trabajaron en tiempos pasados la madera. Otros de los atractivos de la arquitectura salamineña son los interiores de las casas solariegas. Cada uno de sus moradores trata de reunir, en un acogedor recinto, naturaleza y arquitectura. Pilares y barandales de madera, una pila en medio del patio, helechos colgante y macetas florecidas enmarcan un aspecto de la paz y la calma en que viven los salamineños.
La Pila: Construida por la firma Alemana Kissing & Holman como imitación de una que se encuentra en la Plaza de la Concordia en París, Francia. La Pila llegó a Salamina después de viajar por mar hasta Barranquilla, en bongós por el río Magdalena hasta Honda (Tolima) y de ahí en adelante a lomo de mula hasta llegar a su ubicación actual.[cita requerida]
Casa De La Cultura: 
La Casa de la Cultura de Salamina cuenta con una biblioteca, salón de conferencias, salón de exposiciones y un museo arqueológico de cerca de 230 piezas, que actualmente no está en funcionamiento. La Casa de la Cultura realiza toda clase de eventos culturales como exposiciones de arte, talleres, cursos, artesanías y otros eventos más.
El Kiosco: 
En Medio del Parque central del pueblo está este espacio que mezcla arabescos, filigranas, otroras y calados en madera. Es el centro de reunión de los habitantes de Salamina. 
El Cementerio: 
Durante 35 años el cementerio estuvo dividido en dos partes: el cementerio de los ricos y el de los pobres, hasta que en 1976 Monseñor Luis Enrique Hoyos derribó el muro que dividía los cementerios quedando así un único cementerio para ricos y pobres.
Templo Inmaculada Concepción: 
Este templo se empezó a construir en 1860 por proposición del sacerdote Francisco Antonio Isaza. La Fachada de la iglesia es reconocida como uno de los más bellos conjuntos arquitectónicos del estilo románico. La Torre del Templo imita la torre del Templo de Salomón. Su interior está elegantemente decorado en madera tallada, además posee unos hermosos vitrales. La campana del Templo fue construida con monedas de oro, joyas y metales donados por los habitantes del municipio.
Bosque Natural Palma De Cera La Samaria: 
El Bosque está ubicado en el corregimiento de San Félix, en las cercanías a Salamina. Es un sitio único, las palmas que allí se encuentran alcanzan grandes alturas que han tardado cerca de 60 años en alcanzar la plenitud. La semilla de La Palma de cera se demora hasta 8 meses para germinar y su crecimiento de nudo a nudo es de un año.
Otros atractivos son:
- Jardín botánico ( corpocaldas )
- Casa del degüello
- Casa del rosario
- Casa cural

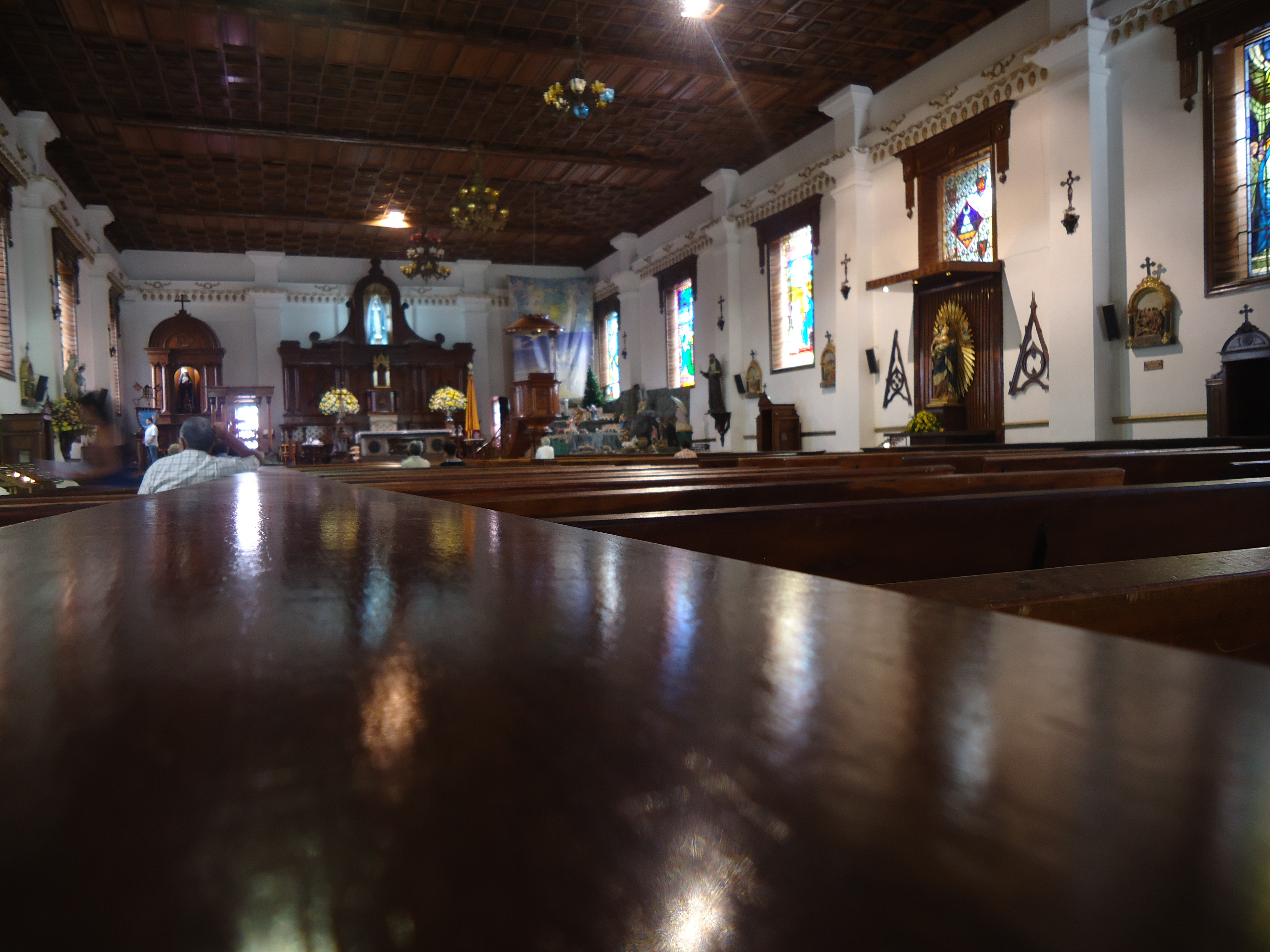
Basílica inmaculada concepción

- Casa donde nació la hermana Berenice, en proceso de canonización
- Corregimiento San Félix
- Mirador Puerto Arturo
- Valle de la Samaria
- Fincas cafeteras

## Principales festividades
Exposición Equina
Son el 14,15 y 16 de junio. En 1964 se realizó la primera exposición Equina organizada por un grupo de caballistas en la Escuela José Joaquín Barco. No tuvo continuidad anual, pero las siguientes ferias se realizaban en las galeras hasta que fue construido el Coliseo de Ferias. Desde hace unos años se creó la Corporación Equina de Salamina, que es la encargada de realizar la exposición.
Exposición nacional de ganado Normando
Estas exposiciones son en el mes de mayo. La primera exposición se llevó a cabo en el año de 1948. Es de fama a nivel nacional y en ella se exponen ejemplares de las ganaderías del país. Predomina la normanda. En esta exposición hay jueces calificados y siempre hay uno de nacionalidad francesa.
Fiestas de la inmaculada

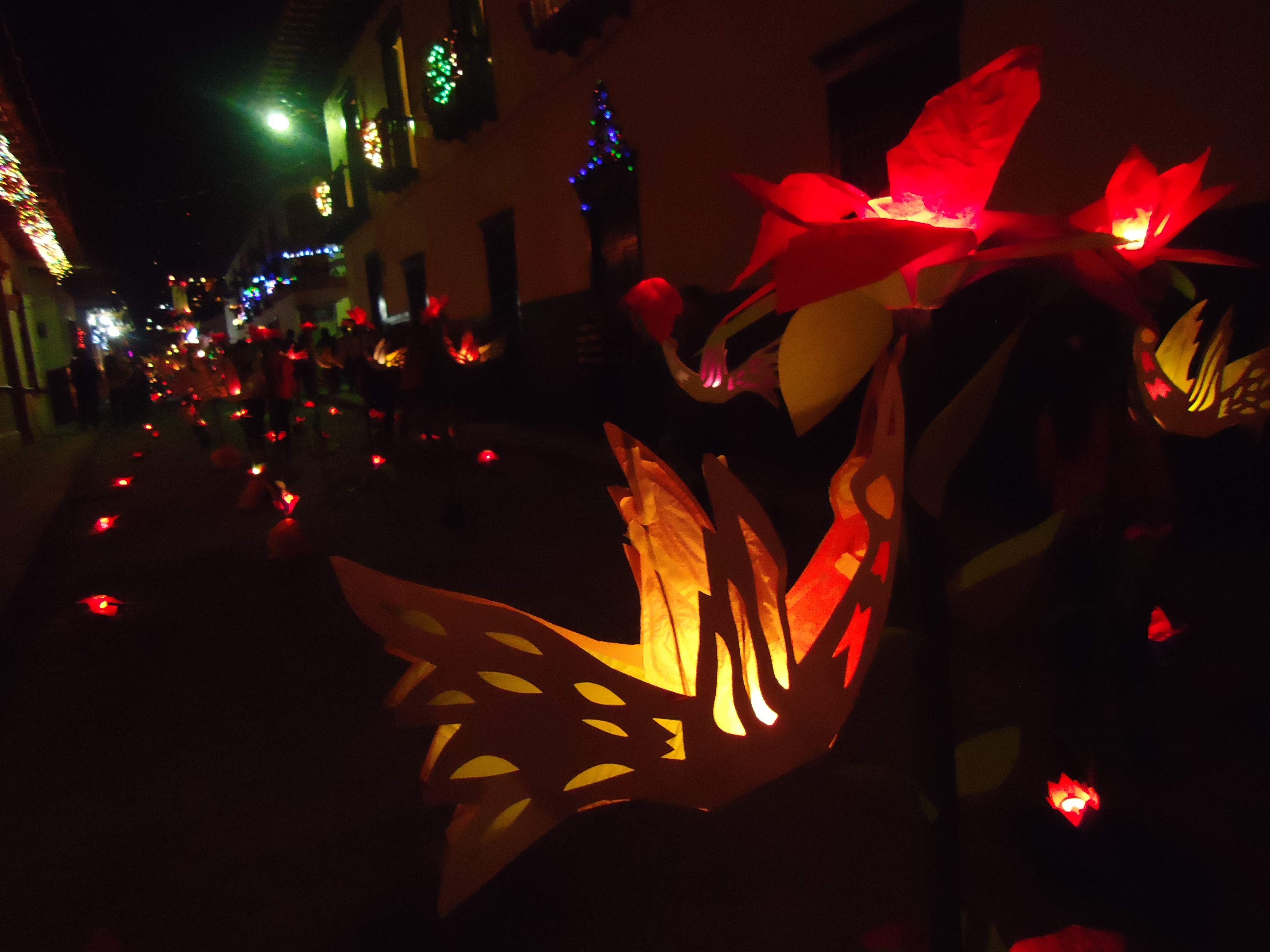
Noche del fuego

Las fiestas se inician el 29 de noviembre hasta el 8 de diciembre. Fue iniciada por el padre José Joaquín Barco y la tradición lleva más de cien (100) años.
Fiestas del Aire
Las fiestas se inician el 27 de diciembre hasta el 1 de enero. La Administración Municipal instituyó las Fiestas del Aire en el Año de 1960 reemplazando La Feria de La Manzana.
Semana Santa
La Semana Santa se lleva a cabo con gran pomposidad, con la participación de toda la comunidad educativa y su respectivas bandas de guerra y música.
Tarde de María la Parda
La tarde de María La Parda fue institucionalizada el 31 de octubre de 1982 por la Casa de la Cultura, en homenaje del legendario personaje de María la Parda la cual habitó los parajes de San Félix.
Noche del fuego
Se celebra el 7 y 8 de diciembre en honor a su patrona La Inmaculada Concepción

## División territorial
Administrativamente se encuentra dividido en: una cabecera municipal, un corregimiento, 26 barrios y 46 veredas.
 Corregimiento:
• San Félix
Barrios:
• 20 de Julio • Bosque I etapa • Calle caliente • Cristo Rey • Alto • El Estadio • El Hipódromo • El Playón • Empleados • Fundadores •Galán • Obrero Alto •  Obrero bajo • Palenque • San Juan de Dios • Villa Martha • La Cuchilla • Fortunato Gaviria • Pinares del Tachuelo • La Paz.  
Veredas:
• Águila Baja • Amoladora Grande • Amoladora Pequeña • Brujas • Buenos Aires • Cabuyal • Calentaderos • Cañaveral • Chambery • Colorado                                
• Corozal • Curubital • El Botón • El Cañón • El Cedral • El Cedrito • El Chamizo • El Laurel • El Naranjo • El Perro • El Retiro • El Tigre • En Medio de los Ríos • Guaimaral • Guayabal • Guayaquil • Hojas Anchas • La Aguadita • La Chócola • La Divisa • La Flora • La Frisolera • La Herradura • La Quiebra • La Rivera • La Unión • El Carretero • Piconeros • La Mata de Guadua • Portachuelo • El Águila Alta . La Palma . Palo Santo . Los Molinos . San Lorenzo . San Pablo . Montañita . La Florida . El Pino . El Canelo . La Aurora . El Cedral . Los Limones . San Diego . Palermo . Los Mangos . Peña Rica

## Vías de comunicación
El municipio cuenta con dos vías carreteables que comunican el Sector Urbano de Salamina con la Capital de Caldas, una de ellas y la más importante es por el norte del departamento de Caldas, comenzando por el municipio de Neira y pasando por el municipio de Aranzazu. La segunda vía es por el occidente del departamento en la vía que conduce a Medellín, desviándose por el municipio de La Pintada (Antioquia), pasando por Aguadas y Pacora, esta vía alterna tiene un recorrido más largo.

## Símbolos

### Escudo
El Escudo de Salamina es obra del jurista y poeta Daniel Echeverri Jaramillo. Su espiga, su pluma y su espada, simbolizan expresivamente la trayectoria histórica de la ciudad. Sus tierras fertilísimas con todos los climas de la zona tórrida le permiten gozar de la más grande variedad de cultivos. Su acervo intelectual ha enriquecido las letras patrias con exponentes de alta significación. La historia heroica de la república está señalada gloriosamente por las gestas sublimes del "Batallón Salamina". Lo pregonan, Boza, Salamina, Capitanejo, Panamá y María la baja.

### Bandera
Está conformada por cuatro fajas: Una vertical de color azul, y tres horizontales. Roja la superior e inferior y blanca la del centro. Explicación: Azul. Es símbolo de paz; así se encuentra en la bandera de las Naciones Unidas; ésta lleva azul celeste. El azul, por otra parte, puede significar la hidalguía de sus gentes, su lealtad. Azul, pues, significa el nombre de la ciudad. Blanco. Es el color de la Inmaculada Concepción: Sin mancha. Vestida de sol. El blanco es el símbolo de la religiosidad salamineña. Rojo. El blanco entre fajas rojas, que son el símbolo de la libertad, y por ende el civismo, viene a significar "completamente" la ciudad. Salamina blasona con una espada, una espiga y una pluma. Estos mismos motivos se repiten en la bandera, que es roja por la espada como emblema de victoria, o de libertad y hasta de concordia cívica; que es blanca por la espiga que madura fructífera. Que es azul por la pluma de ensueño y de ciencia, de hermosura y verdea.

### Himno
Coro:
Cante mi lira tu gloria
¡Oh Salamina inmortal!
Surja vibrante tu historia 
Pueblo de fe y libertad (bis)
I
Cuna de raza procera
De castellano raizal
Sol de vital primavera
Encantadora ciudad.
II
Hay en tu escudo una espada
Mies odorante en botón
Pluma en sazón castigada
Timbre de regio blasón.
III
Son tus mujeres encanto,
Tus campesinos labor,
Son tus obreros bandera,
Tus juventudes tesón.
IV
Patria de verdes montañas,
Bella y risueña heredad,
Yo en tu rincón moriría,
Cielo de limpio cristal.